# Барнаульский радиозавод
Барнаульский радиозавод «Луч» (БРЗ) — промышленное предприятие в Барнауле, входит в холдинговую компанию «Росэлектроника» Государственной корпорации «Ростех».

## История
Завод основан в 1943 году на базе передислоцированного из города Канибадама (Таджикистан) предприятия по выпуску радиотехнических средств оборонного назначения. В годы Великой Отечественной войны производил танковые радиостанции. С мая 1946 года завод выпускал трансляционные усилители, которые периодически модернизировались и были основной продукцией до 1961 года.
В 1954 году завод приступил к серийному выпуску радиотрансляционной аппаратуры, которая была установлена в Доме радио Ленинграда, стадионе «Лужники», на телестудии Варшавы. В 1956 году рабочие предприятия участвовали в сооружении телецентра в Барнауле.
В 1970—1980 годы завод производил радиопеленгаторы, аппаратуру для передачи и приёма информации по телефонным каналам связи, системы громкоговорящей и радиотелефонной связи, автотрансформаторы, коротковолновые магистрально-приёмные устройства, аппараты магнитной записи непрерывной метеоинформации для гражданской авиации, автомобильные магнитолы, радиоприёмники.
Выпускаемая Барнаульским радиозаводом техника разрабатывается в ОАО «Барнаульское специальное конструкторское бюро «Восток» 

## Производственные мощности
Барнаульский радиозавод имеет следующее производства: по раскрою листового и сортового проката из стального и цветного металла; холодно-штамповочное, по изготовлению деталей из листового проката;  по изготовлению сварных и сборных конструкций из стального и цветного металла; по нанесению металлических покрытий и полимерных порошковых, лаковых красок; переработка пластмасс и резины.
Оборудование фирмы «TRUMPF» (Германия): машина лазерной резки; координатно-пробивочный пресс; листогибочный гидравлический пресс.

## Продукция
Сегодня радиозавод выпускает электронагревательные модульные котлы, коммутационную аппаратуру для телефонной проводной связи, радиоприёмники, серверные шкафы, комплексы аппаратуры громкоговорящей связи, электрощитовую продукцию.

Темп роста производства по итогам 2013 года составил 173,3% по отношению к аналогичному периоду прошлого года.